# Aloha Núñez
Aloha Núñez, née le 25 juin 1983 à Maracaibo, est une femme politique vénézuélienne de l'ethnie wayuu.
Ministre des Peuples indigènes du Venezuela entre 2012 et 2015, puis de nouveau entre 2016 et juin 2017, elle est élue députée aux élections législatives de décembre 2015 et devient présidente du Parlement indigène d'Amérique pour la période 2016-2017. Elle est de nouveau ministre des Peuples indigènes entre 2018 et 2020.

## Biographie

### Origine, études et débuts en politique
Originaire de la paroisse civile de San Isidro dans les quartiers ouest de Maracaibo (État de Zulia), elle est issue d'une famille d'agriculteurs-éleveurs. Elle entre au collège Nuestra Señora de Chiquinquirá puis à l'Unidad Educativa Ana María Campos avant de devenir bachelière ès sciences. Elle entre à l'université de Zulia où elle est coordinatrice des manifestations et expressions culturelles indigènes (ASEINLUZ) et devient membre du groupe culturel Kaaúlayawa entre 2002 et 2005.
Devenant de fait l'une des porte-paroles de l'ethnie wayuu, elle entame une tournée nationale et internationale pour promouvoir et défendre l'héritage culturel de son peuple. Elle participe ainsi à un festival de musique indigène à Mexico en 2003. Licenciée en relations publiques en 2005, elle devient la coordinatrice de l'unité de gestion Assistance et contrôle social de la mission culturelle pour l'État de Zulia.

### Carrière politique
Depuis son entrée à l'université, elle participe au Mouvement estudiantin indigène du Venezuela, entre au Conseil national indien du Venezuela, devient membre du Parti socialiste unifié du Venezuela du président Hugo Chávez et intègre le Front national indigène Cacique Waika`epurú.
Elle devient secrétaire exécutif de la commission présidentielle Misión Guiacaipuro créée en reconnaissance de l'existence des peuples et communautés indigènes. En 2006 est créé le Conseil administratif des politiques gouvernementales en milieu indigène où elle occupe le poste de directrice générale de l'Office ministériel du Pouvoir populaire pour les peuples indigènes et devient vice-ministre des Zones urbaines.
En 2009, elle poursuit un troisième cycle en Espagne sur le thème intitulé Experto en Pueblos Indígenas, Derechos Humanos, Gobernabilidad y Cooperación Internacional à l'université Charles III de Madrid.
Le 13 octobre 2012, elle est nommée ministre des Peuples indigènes du Venezuela par le président Chávez en remplacement de Nicia Maldonado. Elle déclare alors vouloir « continuer à défendre chaque jour la lutte et l'unification des mouvements indigènes ». En septembre 2015, elle quitte son portefeuille ministériel pour préparer sa candidature aux élections législatives de décembre et est remplacée au ministère par Clara Vidal. Élue députée, elle devient présidente du Parlement indigène d'Amérique (Parlamento Indígena de América) pour la période 2016-2017.